# Луканка
Луканката е вид сух колбас, характерен за българската кухня. Тя представлява плосък, сурово сушен пресован месен продукт, с червено-кафяв цвят, равномерно покрит с бяла благородна плесен отвън. Във вътрешността луканката има характерна мозаечна структура, образувана от отделни малки късчета сланина и месо.
Традиционно, луканката се приготвя от смес от свинско и говеждо месо, и подправки (черен пипер, кимион, сол), които се натъпкват в говежди черва. При производството на промишлена основа се използват и изкуствени колбасни обвивки. Съществуват варианти само от свинско или телешко месо. Сушенето и зреенето на луканката отнема от 20 до не повече от 30 дни, при строго контролирани температура, влажност и скорост на въздуха. В процеса на сушене, луканката се пресова от 2 до 5 пъти, като първото пресоване се извършва между 6-ия и 8-ия ден и продължава между 12 и 24 часа. Целта на многократното пресоване е добиване на характерната сплескана форма.
Вкусовите свойства на луканката зависят от природните особености на района на производство и се формират под въздействие на специфичната за географската среда благородна плесен. В България съществуват няколко региона известни с производството на луканка. За отбелязване са регионите на Смядово, Панагюрище и Карлово. „Карловската луканка“ е вписана като наименование за произход в Патентното ведомство на България.
Луканка във формата на подкова се нарича суджук.

## Етимология
Произходът на думата се свързва с областта Лукания в днешна Италия, където сурово сушено месо се е пълнело в животински черва още през III век пр.н.е. След завладяването на областта от Римската империя, луканката е навлязла като ястие и дума в много европейски държави и езици (Португалия – лингуиса, Испания – лонганеса, Гърция – луканико). В римската готварска книга от четвърти век De Re Coquinaria също е включена рецепта за луканика.
През XIX в. в българските земи било развито колбасарството в домашни условия, като се произвеждали основно традиционни сурово-сушени месни продукти като луканки, суджуци, пастърми и др. По това време нямало машини за мелене на месо. Пълнежната маса на раздробените колбаси се е приготвяла чрез кълцане със сатър върху дървени кютуци, а пълненето е ставало ръчно.

## История
Има доказателства, че осоляването и пресоването на месото е било познато на прабългарите още при заселването им по българските земи през VII век.
От втората половина на ХVІІІ в. датират сведения, доказващи, че по българските земи в по-големи количества се консервирало месо в специални предприятия – совати. Основно са се произвеждали два вида сурово-сушени продукти: от раздробено месо (суджук, луканка) и от нераздробено месо (пастърма). Чести консуматори на сурово-сушените месни продукти били турското население и армия. Соватчийски предприятия е имало в градовете Пазарджик, Габрово, Търново, Сливен, Стара Загора, Ловеч, София и др. От средата на ХІХ в. от страна на турските власти било разпоредено в по-големите градове да се построят салхани за клане на животни. Такива са били изградени в София, Варна, Бургас, Плевен и в районите с разпространено животновъдство като Сливен, Габрово, Горна Оряховица и др. Към тях били построени пастърмаджийски и други работилници, топилни за лой, сушилни и складове за кожи.
Производството на луканки е било обособено в няколко района: Централна Северна България – Троян, Габрово и Котел; Подбалканска долина и Средна гора – Копривщица, Панагюрище, Карлово, Казанлък и Нова Загора; Южно Черноморие – Айтос и Поморие; Софийско и Кюстендил.
Типично за традиционните луканки като неиндустриално производство е, че са се приготвяли сезонно в Балканските региони при подходящи климатични условия в естествени сушилни. Така са създадени редица оригинални асортименти, типични за определени региони. Използването на работен инвентар от дъски за сортиране, стелажи и преси за пресоване по време на сушенето е важно условие за естествено селекциониране на специфична микрофлора в отделни предприятия.
Въз основа на описаните особености са създадени прочути български продукти, които и до днес са запазили регионалното си наименование за произход като луканки: „Карловска“, „Панагюрска“, „Смядовска“, ”Чумерна“, „Търновска“, „Трапезица“, „Троянска“, „Копривщенска“ и др.

## Видове
Понастоящем повечето луканки са загубили връзката си с географското си означение и разликите се основават само на рецептата по която са приготвени (съотношение на телешко (говеждо) и свинско месо, използвани подправки и самата технология на приготвяне). Изключение прави „Карловската“ луканка, която е патентована и може да се произвежда само в региона на гр. Карлово
- Смядовска – Една от най-старите и почитани български луканки. Характерното при нея е използването на месо от прасета „Източно-балканска“ порода и подправките кардамон и чесън (освен традиционния черен пипер), които обуславят характерния ѝ вкус. Съотношението на свинско към телешко обикновено е 70:30

- Панагюрска – Друга изключително популярна рецепта водеща началото си от района на Панагюрище. Тази луканка е една от малкото, в която телешкото месо е повече от свинското (60:40). Характерните подправки са черен пипер и кимион.

- Карловска – Това е единствената луканка защитена в българското патентно ведомство. Традиционната рецепта е 70% свинско и 30% телешко месо. Подправките са черен пипер, кимион и паприка (сладък червен пипер).

Други популярни луканки са:
- Троянска
- Търновска
- Трапезица
- Чумерна
- Копривщенска
- Испериховска

## Разлики между луканка и суджук
Основната визуална разлика между тези два традиционни сурово сушени колбаса е формата. При луканката тя е права (или леко извита), докато при суджука е във формата на подкова. Други характерни разлики са:
Използването на телешки черва за обвивка при луканките, и най-често свински при суджуците (което обуславя по-големия диаметър на луканките).
При луканките обикновено доминира свинското месо, а при суджуците – телешкото. Това прави луканките по-сочни и мазни.
Най-често при луканките се използват повече като количество и вид подправки.
Други сурово-сушени колбаси традиционни в българската кухня са сушеница, старец (Бански), дядо (Странджански) и много видове „луканкови“ салами, които основно се делят на два вида: кръгли (Средна гора, Хемус, Мусала) и четвъртити (Амбарица, Медвен, Дебоя), като и при тях основната разлика е в използваните подправки и съотношение на свинско и телешко месо.